# A bágyi csoda
A bágyi csoda Mikszáth Kálmán A jó palócok című novelláskötetének hetedik novellája. Az elbeszélésben jellegzetes motívuma az anekdotikus szerkesztésmód és az életképszerű ábrázolás. Igazodik a novella műfaji jellegzetességeihez: tömör, rövid, csattanóra épül, és az élet egy mozzanatára összpontosít, nem az érdekes cselekményszövés a fontos, hanem az, hogy az események milyen hatással vannak a szereplőkre. A bágyi csoda egyszerre romantikus és realista mű. 

## A jó palócok
A jó palócokat Mikszáth Kálmán 1882-ben írta. 15 rövid novellából áll, amelyek kis palóc falvakban játszódnak. Fontos eleme ezeknek a novelláknak a szaggatottság és a szabad függő beszéd.

## Elemzés

### Cím értelmezése
A címből csak a helyszín és a téma értelmezhető. A történet nem fedi azt a jelentést, amit a cím sugall. „A bágyi csoda” metaforikus megfogalmazás. A vége előtt változik meg a csoda jelentése az olvasó számára. Mikszáth a csoda szót ironikusan használja.

### Műfaja
Az alkotás műfaja novella. Ezen kívül tartalmazza az életkép és az anekdota egyes műfaji elemeit. Életképi elem az, ahogy az emberek a malomnál várakoznak, vagy ahogy a mindennapi teendőiket végzik. Anekdotikus elem pedig a pletykálkodás és a csattanós befejezés. 

### A tér és idő kezelése
A műre a falusi helyszínek jellemzőek, ilyen helyszín a malom és Bágy. A cselekmény ideje fél nap, a rövid idő és a kevés helyszín a novella műfajára jellemző.

### Elbeszélői nézőpont
Az elbeszélői nézőpont mindent tudó. Az elbeszélő anekdotikus stílusban ír, kihagyásokkal.

### Szimbólumok
A műben pár szimbólum is megjelenik, ilyen például a búza, ami az életet szimbolizálja, és a víz, ami a tisztaságot.

## Cselekménye
A történet lényege egy asszony fogadalmának a megszegése, amelyet a háborúba induló férjének tett, miszerint hamarabb fog a Bágy-patak visszafelé folyni, mintsem ő hűtlen lenne a férjéhez. A mű azzal kezdődik, hogy a malom udvarán őrlésre várakozó emberek beszélgetnek, pletykálkodnak egymás között. Ez a mozzanat a korabeli falusi élet megszokott jelenete. Mindenki az esőre vár, hogy a malom végre őrölni tudjon, de titokban mindenki azt is lesi, várja, hogyan alakul a szép molnárné, Vér Klára és annak régi szeretője közt a viszony. Az eső végre elered, olyan sok esik, hogy minden búzát meg tudnak őrölni. Utoljára Gélyi János tíz zsákja marad. A legény udvarolni kezd, Vér Klára kacéran válaszolgat neki, mintha elutasítaná, de végül beereszti a házba, hiszen este van és kint hideg van, mindez a szerelmi játék része. Gélyi János kilép a molnárlegényhez, lefizeti, hogy engedje le a zsilipeket, így nem lehet őrölni. A ház elcsendesedik, az ajtóban fordul a kulcs... A megduzzadt patak azonban nem fér a szűk medrében, így egy idő után visszafelé kezd folyni. „Fölfelé folyik a Bágyi patak!...” – ezzel végződik a novella, ez azt sejteti, hogy valami rossz történt, az olvasónak kell kitalálnia, mi volt az, erre az eseményre erős utalásokat tesz a mű.

## Szereplők
A két főszereplő Vér Klára és Gélyi János. Mind a két szereplő típusfigura, nem árnyalt a jellemük, hanem csak egy-egy jellemvonást lehet észrevenni. Emiatt Gélyi János mint hódító, Vér Klára mint csapodár feleség jelenik meg.  

## Szerkezete

### Bevezetés
Az előzmény ismertetése és a környezet bemutatása.

### Fordulópont
Klára férje elmegy a háborúba, ezt a lehetőséget Gélyi János ki is használja.

### Tetőpont
Klára megcsalja a férjét.

### Befejezés
A patak elkezd visszafelé folyni. 